# Курадо, Мануэл
Мануэ́л Кура́ду (порт. Manuel Curado; род. в 1967) — португальский эссеист и философ.
Занимается такими проблемами, как биомедицинская этика, философия сознания и история идей. Его научная деятельность охватывает следующие сферы: интеллектуальная история универсального языка и машинного перевода, проблема человеческого сознания и его связь с мозгом, связь науки и религии, изучение интеллектуальной истории Европы и Португалии, история психиатрии и вклад евреев из Португалии в медицину и философию (в частности, Исаака Самуды и Жакоба де Каштру Сарменту), а также история интеллектуальной литературы. Помимо этого, Мануэл Кураду издал труды исследователей прошлых лет (в частности, математика Жозе Марии Данташа Перейры, логика Эдмунду Курвелу и др.).
Профессор Университета Минью в Браге (Португалия), слушатель курса национальной обороны, почетный доктор Университета Саламанки, защитил докторскую диссертацию в Университете Нова в Лиссабоне, окончил Католический университет Португалии в Лиссабоне. Окончил курсы подготовки госслужащих высшего звена в области государственного управления. Читал лекции в МГИМО и МГЛУ в Москве, а также в Падуанском университете в Италии.

## Философская мысль
В своей докторской диссертации Мануэл Кураду исследует сложную проблему сознания. Он формулирует вопрос следующим образом: почему сознание существует в физическом мире в то время, как его существование непостижимо? Философ дает ответ, детально рассмотрев все аспекты вопроса. Ученый строит аргументацию в обход проблемы естественного сознания, исследуя научные знания, которые использовались в создании искусственного сознания. По мнению Мануэла Кураду, эту проблему удалось решить не потому что у нас есть четкие ответы на вопрос что такое сознание, какова роль сознания в физическом мире, какова каузальная сила сознания, какова связь сознания и мозга, а потому что мы обладаем научными знаниями для создания искусственного сознания, а оно в свою очередь, функционально не отличается от естественного. Философ считает, что наступит время, когда нельзя будет отличить естественное сознание от искусственного, что по его мнению, расценивается как нормальное эпистемологическое состояние, которое можно наблюдать в ряде других случаев.
Наиболее оригинальная философская мысль Мануэла Кураду прослеживается в его исследованиях связи между верующими и объектами их веры или религии. Он строит аргументацию, рассматривая проблему в двух ракурсах. Связь между верующим и Богом должна основываться на предположении, что Бог существует. Однако это предположение не обязательно подразумевает любовь к Богу или почитание Бога. Связь между Богом и людьми понимается очень оригинально. Мануэл Кураду рассматривает Бога как объект мира, наряду с хищниками, против которых боролся человек на протяжении своей эволюции, наряду с физическими объектами, существующими в природе, наряду со неестественными объектами (необъяснимые явления, которые изредка случались на протяжении человеческой истории) и наряду со сверхъестественными существами или объектами (нашедшими отражение в литературе, религии, философии и засвидетельствованные с начала рождения цивилизации). Тезис Мануэла Кураду заключается в том, что люди — это противники Бога и других существ физического мира и мира сверхъестественного. Его ключевой аргумент — это понятие интереса. В своих исследованиях он часто ставит вопрос: в чем истинная природа интереса людей? Понять мир? Быть любимыми? Выжить во враждебном мире? Создавать изобретения, чтобы властвовать над другими?
Второй ракурс, через который рассматривается связь человека с объектами физического мира — это научная деятельность. Мануэл Кураду считает, что современное понимание научной деятельности зачастую очень ограничено. По его мнению, наука служит не только для того чтобы понять мир. Конечно, ученые описывают картину мира, но помимо этого, они её изобретают, создавая новые объекты. Философ делает вывод, что природа интереса человека кроется в его желании соперничать с Богом, а не только в нейтральном познании созданного им мира. Эти оригинальные идеи были опубликованы в эссе «Futuro de Deus» («Будущее Бога») о книге Porquê Deus Se Temos a Ciência?(«Зачем нужен Бог, если есть наука?»)

## Публикации
Автор нескольких книг, в частности, O Mito da Tradução Automática (Braga, Universidade do Minho/CEHUM, 2000), Luz Misteriosa: A Consciência no Mundo Físico (Famalicão, Quasi, 2007), Direito Biomédico: A Legislação Portuguesa (Lisboa, Quid Juris, 2008), e Porquê Deus Se Temos a Ciência? Архивная копия от 17 марта 2017 на Wayback Machine (Porto, Fronteira do Caos, 2009). Editor dos livros Consciência e Cognição (Braga, Faculdade de Filosofia/UCP, 2004), Mente, Self e Consciência (Braga, Faculdade de Filosofia/UCP, 2007), Cartas Italianas de Verney (Lisboa, Sílabo, 2008), Pessoas Transparentes: Questões Actuais de Bioética (Coimbra, Almedina, 2008) e Deus na Universidade: O que Pensam os Universitários Portugueses sobre Deus? Архивная копия от 17 марта 2017 на Wayback Machine (Porto, Fronteira do Caos, 2011).
Мануэл Кураду также является автором большого количества статей и соавтором ряда книг, многие из которых были на основании его опыта в качестве лектора, как в Португалии, так и в других странах.